# سمیزبوغی (روستا)
سمیزبوغی (به قزاقی: Semizbughy) یک منطقهٔ مسکونی در قزاقستان است که در شهرستان بخار-ژیراو واقع شده‌است. سمیزبوغی ۱۳۶ نفر جمعیت دارد.